# Station Zuienkerke
Station Zuienkerke is een voormalige spoorweghalte langs spoorlijn 51 (Brugge - Blankenberge) in de gemeente Zuienkerke. Vóór de aanleg van spoorlijn 51A van Brugge naar Zeebrugge was dit tot 1908 de halte Lissewege.
0,0: Brugge ·
3,2: Brugge-Sint-Pieters ·
5,7: Dudzele ·
8,2: Zuienkerke ·
11,4: Uitkerke ·
14,9: Blankenberge